# 皇姑墓 (南昌)
皇姑墓位于江西省南昌市新建区太平镇，是清朝乾隆年间官员裘曰修和妻子熊氏的合葬墓。为南昌市文物保护单位，亦是江西省最大的地表墓。
墓葬始建于乾隆三十九年（1774年），在梅岭雪窝山上。墓道旁现存石龟、石羊、石狮、石马、石人像5对石像生。墳丘占地约40平方米，下成圆柱状上似圆锥形，顶部盖有一圈圈侧瓦片。用砖块和水泥浇筑砌成墓围。墓碑高1米多、宽约1米，以隶书书写“裘文连公一品夫人熊太君合葬墓”。受到多次破坏和盗墓。1990年代时，为热门旅游景点。因地处偏僻，交通不便，至2010年代已成荒地。
相关传说中，裘曰修妻子熊氏“皇姑”身份来源，一是乾隆帝的義妹，二是乾隆帝母亲崇庆皇太后的义女。